# Kid Krow
Kid Krow é o primeiro álbum de estúdio do cantor e compositor Conan Gray. Foi lançado em 20 de março de 2020. O álbum inclui os singles "Checkmate", "Comfort Crowd", "Maniac", "The Story" e "Wish You Were Sober"

## Antecedentes e composição
Durante a segunda semana de 2020, deu dicas diárias sobre o título de seu álbum de estreia. Em 9 de janeiro de 2020, Conan Gray revelou o título de seu álbum de estréia, Kid Krow, e escreveu: "Eu digo mais sobre esse álbum do que já disse na vida e mal posso esperar para contar. todos os meus segredos". Gray lançou "The Story", naquele dia para coincidir com o anúncio do nome e da lista de faixas do álbum. Mike Wass descreveu "The Story" como um "hino despojado sobre o estado do mundo, e eles poderiam ser com um pouco mais de amor e aceitação". Gray disse ao Clash:

"O disco é um estudo de como eu percebo o mundo. Falo muito sobre meus amigos e pessoas que conheci em turnê no ano passado. Sou eu. Não sou a pessoa mais legal, mas o álbum é eu aceitando o sou estranho e não preciso ser mais ninguém. É também uma chance de incentivar outras pessoas a abraçar quem elas são e a não se desculparem por isso".
Ele disse ao People que o álbum foi inspirado por sua infância "bastante difícil" no Texas, explicando "Quando você é jovem, é realmente difícil imaginar a vida nem sempre sendo difícil. Eu morava em uma casa realmente insegura e a vida simplesmente não era. É muito bom para mim, então, quando criança, eu era como, não há como eu conseguir, não há como sobreviver ou não há como ser algo mais para a minha vida do que apenas lidar com a dor". Gray disse à Teen Vogue que crescer como uma criança de raça mista no Texas afetou quem ele é como pessoa, pois sentiu que "ele realmente não pertencia a lugar algum".

## Lista de faixas
Lista de faixas adaptadas do Apple Music.
| N.º            | Título                       | Compositor(es) | Produtor(es)   | Duração |  |
| 1.             | "Comfort Crowd"              | Conan Gray     | Dan Nigro      | 2:55    |  |
| 2.             | "Wish You Were Sober"        |                |                | 2:54    |  |
| 3.             | "Maniac"                     | Gray Nigro     | Nigro          | 3:06    |  |
| 4.             | "(Online Love)"              |                |                | 0:37    |  |
| 5.             | "Checkmate"                  | Gray           | Nigro          | 2:29    |  |
| 6.             | "The Cut That Always Bleeds" |                |                | 3:51    |  |
| 7.             | "Fight or Flight"            |                |                | 2:51    |  |
| 8.             | "Affluenza"                  |                |                | 3:19    |  |
| 9.             | "(Can We Be Friends?)"       |                |                | 0:57    |  |
| 10.            | "Heather"                    |                |                | 3:18    |  |
| 11.            | "Little League"              |                |                | 3:15    |  |
| 12.            | "The Story"                  | Gray           | Nigro          | 4:05    |  |
| Duração total: | Duração total:               | Duração total: | Duração total: | 33:33   |  |

## Desempenho nas tabelas musicas

### Posições
| Tabela musical (2020)              | Melhor posição |
| ---------------------------------- | -------------- |
| Austrália (ARIA Charts)            | 26             |
| Áustria (Ö3 Austria Top 40)        | 60             |
| Bélgica (Ultratop de Flandres)     | 49             |
| Canadá (Billboard Canadian Albums) | 5              |
| Escócia (Scottish Albums Chart)    | 11             |
| Espanha (PROMUSICAE)               | 39             |
| Estados Unidos (Billboard 200)     | 5              |
| Estónia (Eesti Tipp-40)            | 21             |
| Irlanda (IRMA)                     | 20             |
| Lituânia (AGATA)                   | 11             |
| Nova Zelândia (RMNZ)               | 32             |
| Países Baixos (MegaCharts)         | 94             |
| Polónia (ZPAV)                     | 28             |
| Reino Unido (UK Albums Chart)      | 30             |